# Lista de emissoras de televisão da ABC
Esta é uma lista de estações de televisão próprias e afiliadas a rede de televisão estadunidense  American Broadcasting Company (ABC). 

## Nos Estados Unidos

### Alabama
- Anniston - WGWW-DT2, canal 40.2 (simulcast of WBMA-LD)
- Birmingham - WBMA-LD, canal 58, e WABM-DT2, canal 68.2
- Dothan - WDHN, canal 18
- Huntsville - WAAY-TV, canal 31
- Montgomery - WNCF-TV, canal 32
- Tuscaloosa - WDBB-DT2, canal 17.2 (retransmissora da WBMA-LD)

### Alasca
- Anchorage - KIMO-TV, canal 13
- Fairbanks - KATN, canal 2
- Juneau - KJUD, canal 8

### Arizona
- Phoenix - KNXV-TV, canal 15
- Tucson - KGUN-TV, canal 9
- Yuma (El Centro) - KECY-TV, canal 5

### Arkansas
- Fayetteville - KHOG-TV, canal 29 (retransmissora da KHBS)
- Fort Smith - KHBS, canal 40
- Jonesboro - KAIT-TV, canal 8
- Little Rock - KATV, canal 7

### Califórnia
- Arcata (Eureka) - KAEF-TV, canal 23
- Bakersfield - KERO-TV, canal 23
- El Centro - KECY-DT, canal 9,2
- Fresno - KFSN-TV, canal 30
- Los Angeles - KABC-TV, canal 7
- Palm Springs - KESQ-TV, canal 42
- Redding - KRCR-TV, canal 7
- Sacramento - KXTV, canal 10
- Salinas - KSBW-DT2, canal 8.2
- San Diego - KGTV, canal 10
- San Francisco - KGO-TV, canal 7
- Santa Barbara - KEYT-TV, canal 3

### Carolina do Norte
- Asheville - WLOS, canal 13
- Charlotte - WSOC-TV, canal 9
- Durham (Raleigh) - WTVD, canal 11
- New Bern (Greenville) - WCTI-TV, canal 12
- Wilmington (Lumberton) - WWAY, canal 3
- Winston-Salem (Greensboro/High Point) - WXLV-TV, canal 45

### Carolina do Sul
- Charleston - WCIV-DT2, canal 36.2
- Colúmbia - WOLO-TV, canal 25
- Florence (Myrtle Beach) - WPDE-TV, canal 15

### Colorado
- Colorado Springs - KRDO-TV, canal 13
- Denver - KMGH-TV, canal 7
- Grand Junction - KJCT-LP, canal 8

### Connecticut
- New Haven - WTNH-TV, canal 8

### Dakota do Norte
- Bismarck - KBMY-TV, canal 17
- Devils Lake (Grand Forks) - WDAZ-TV, canal 8 (semirretransmissora da WDAY-TV)
- Fargo - WDAY-TV, canal 6
- Minot - KMCY-TV, canal 14 (semirretransmissora da KBMY-TV)

### Dakota do Sul
- Aberdeen - KABY-TV, canal 9 (retransmissora da KSFY-TV)
- Lead (Deadwood/Spearfish) - KHSD-TV, canal 11 (retransmissora da KOTA-TV)
- Pierre - KPRY-TV, canal 4 (retransmissora da KSFY-TV)
- Rapid City - KOTA-TV, canal 3
- Sioux Falls - KSFY-TV, canal 13

### Delaware
- Não há emissoras da ABC neste Estado, que é coberto pela WPVI-TV de Filadélfia e pela WMDT de Salisbury, Maryland.

### Distrito de Colúmbia
- Washington - WJLA-TV, canal 7

### Flórida
- Gainesville - WCJB-TV, canal 20
- Miami - WPLG, canal 10
- Naples (Fort Myers) - WZVN-TV, canal 26
- Orange Park (Jacksonville) - WJXX, canal 25
- Orlando - WFTV, canal 9
- Panama City - WMBB, canal 13
- Pensacola - WEAR-TV, canal 3
- Sarasota - WWSB, canal 40
- Tallahassee - WTXL-TV, canal 27
- Tampa - WFTS, canal 28
- Tequesta (West Palm Beach) - WPBF, canal 25

### Geórgia
- Albany - WALB-DT2, canal 10.2
- Atlanta - WSB-TV, canal 2
- Augusta - WJBF-TV, canal 6
- Columbus - WTVM, canal 9
- Macon - WGXA, canal 24,2 [1]
- Savannah - WJCL-TV, canal 22

### Havaí
- Hilo - KHVO-TV, canal 4 (retransmissora da KITV)
- Honolulu - KITV, canal 4
- Wailuku - KMAU-TV, canal 4 (retransmissora da KITV)

### Idaho
- Idaho Falls (Pocatello) - KIFI-TV, canal 8
- Nampa (Boise) - KIVI, canal 6
- Twin Falls - KSAW-LD, canal 51 (retransmissora da KIVI)

### Illinois
- Champaign (Urbana/Danville) - WICD-TV, canal 15 (semirretransmissora da WICS)
- Chicago - WLS-TV, canal 7
- Harrisburg (Carbondale) - WSIL-TV, canal 3
- Moline (Rock Island/Davenport, Iowa/Quad Cities) - WQAD-TV, canal 8
- Peoria (Bloomington) - WHOI, canal 19
- Rockford (Freeport) - WTVO, canal 17
- Springfield (Decatur) - WICS-TV, canal 20

### Indiana
- Evansville (Henderson/Owensboro, Kentucky) - WEHT, canal 25
- Fort Wayne - WPTA-TV, canal 21
- Indianápolis (Bloomington/Kokomo) - WRTV, canal 6
- South Bend - WBND-LP, canal 57
- Terre Haute - WAWV-TV, canal 38

### Iowa
- Ames (Des Moines/Fort Dodge) - WOI-DT, canal 5
- Cedar Rapids (Waterloo/Dubuque/Iowa City) - KCRG-TV, canal 9
- Sioux City - KCAU-TV, canal 9

### Kansas
- Colby - KLBY, canal 4 (retransmissora da KAKE)
- Garden City (Dodge City) - KUPK, canal 13 (retransmissora da KAKE)
- Great Bend - KGBD-LD, canal 30 (repetidora da KAKE)
- Salina - KHDS-LD, canal 51 (repetidora da KAKE)
- Topeka (Lawrence/Manhattan) - KTKA-TV, canal 49
- Wichita - KAKE, canal 10

### Kentucky
- Bowling Green - WBKO-TV, canal 13
- Lexington (Frankfort/Richmond) - WTVQ-DT, canal 36
- Louisville (Elizabethtown/New Albany, Indiana) - WHAS-TV, canal 11

### Luisiana
- Alexandria - KLAX-TV, canal 31
- Baton Rouge - WBRZ, canal 2
- Lafayette - KATC, canal 3
- Lake Charles - KVHP-DT2, canal 29.2
- Monroe - KNOE-DT2, canal 8.2
- Nova Orleães - WGNO, canal 26
- Shreveport - KTBS-TV, canal 3

### Maine
- Bangor - WVII-TV, canal 7
- Poland Spring (Portland) - WMTW-TV, canal 8

### Maryland
- Baltimore - WMAR-TV, canal 2
- Salisbury - WMDT, canal 47

### Massachusetts
- Boston - WCVB-TV, canal 5
- New Bedford (Providence, Rhode Island) - WLNE-TV, canal 6
- Springfield - WGGB-TV, canal 40

### Michigan
- Alpena - WBKB-DT3, canal 11.3
- Battle Creek (Kalamazoo) - WOTV, canal 41
- Detroit - WXYZ-TV, canal 7
- Flint (Saginaw/Bay City/Midland) - WJRT-TV, canal 12
- Grand Rapids - WZZM, canal 13
- Ishpeming (Marquette) - WBUP, canal 10
- Lansing (Jackson) - WLAJ, canal 53
- Sault Ste. Marie - WGTQ, canal 8 (retransmissora da WGTU)
- Traverse City (Cadillac) - WGTU, canal 29

### Minnesota
- Alexandria - KSAX-TV, canal 42 (retransmissora da KSTP-TV)
- Austin (Rochester/Mason City, Iowa)) - KAAL, canal 6
- Duluth (Superior, Wisconsin) - WDIO-DT, canal 10
- Hibbing (International Falls) - WIRT, canal 13 (retransmissora da WDIO-DT)
- Redwood Falls (Marshall) - KRWF, canal 43 (semirretransmissora da KSTP-TV)
- Saint Paul (Mineápolis) - KSTP-TV, canal 5

### Mississippi
- Biloxi - WLOX, canal 13
- Greenwood - WABG-TV, canal 6
- Jackson - WAPT, canal 16
- Laurel (Hattiesburg) - WDAM-DT2, canal 7.2
- Meridian - WTOK-TV, canal 11
- Tupelo - WTVA-DT2, canal 9.2

### Missouri
- Colúmbia (Jefferson City/Sedalia) - KMIZ, canal 17
- Hannibal (Quincy, Illinois) - KHQA-TV, canal 7.2
- Joplin - KODE-TV, canal 12
- Kansas City - KMBC-TV, canal 9
- Kirksville (Ottumwa, Iowa) - KTVO, canal 3
- Poplar Bluff - KPOB-TV, canal 15 (retransmissora da WSIL-TV de Harrisburg, Illinois)
- Saint Joseph - KQTV, canal 2
- Saint Louis - KDNL-TV, canal 30
- Springfield - KSPR, canal 33

### Montana
- Billings - KSVI, canal 6
- Bozeman - KWYB-LD, canal 28 (repetidora da KWYB)
- Butte - KWYB, canal 18
- Great Falls - KFBB-TV, canal 5
- Helena - KHBB-LD, canal 21 (repetidora da KFBB-TV)
- Missoula - KTMF, canal 23

### Nebraska
- Hayes Center (McCook) - KWNB-TV, canal 6 (retransmissora da KHGI-TV)
- Kearney (Grand Island/Hastings) - KHGI-TV, canal 13
- Lincoln - KLKN-TV, canal 8
- North Platte - KHGI-CD, canal 13 (repetidora da KHGI-TV)
- Omaha - KETV, canal 7
- Scottsbluff - KNEP, canal 4 (retransmissora da KOTA-TV de Rapid City, Dakota do Sul)

### Nevada
- Las Vegas - KTNV-TV, canal 13
- Reno - KOLO, canal 8

### New Hampshire
- Manchester - WMUR-TV, canal 9

### Nova Iorque
- Albany - WTEN, canal 10
- Binghamton - WIVT, canal 34
- Buffalo - WKBW-TV, canal 7
- Elmira - WENY-TV, canal 36
- New York City - WABC-TV, canal 7
- Rochester - WHAM-TV, canal 13
- Syracuse - WSYR-TV, canal 9
- Utica - WUTR, canal 20
- Watertown - WWTI, canal 50

### Nova Jérsei
- Não há emissoras da ABC neste Estado, que é coberto pela WABC-TV de Nova Iorque e pela WPVI-TV de Filadélfia.

### Novo México
- Albuquerque - KOAT-TV, canal 7
- Clóvis - KVIH-TV, canal 12 (retransmissora da KVII-TV de Amarillo, Texas)
- Las Cruces - KVIA-TV, canal 7

### Ohio
- Cincinnati - WCPO-TV, canal 9
- Cleveland - WEWS-TV, canal 5
- Columbus - WSYX, canal 6
- Dayton - WKEF, canal 22
- Lima - WOHL-CD, canal 35, e WLQP-LP, canal 25
- Toledo - WTVG, canal 13
- Youngstown - WYTV, canal 33

### Oklahoma
- Ada (Ardmore/Durant/Sherman, Texas) - KTEN-DT3, canal 10.3
- Lawton - KSWO-TV, canal 7
- Oklahoma City - KOCO-TV, canal 5
- Tulsa - KTUL, canal 8

### Oregon
- Bend - KOHD, canal 51
- Eugene - KEZI, canal 9
- Klamath Falls - KDKF, canal 31 (retransmissora da KDRV)
- Medford - KDRV, canal 12
- Portland - KATU, canal 2

### Pensilvânia
- Altoona - WATM-TV, canal 23
- Erie - WJET-TV, canal 24
- Filadélfia - WPVI-TV, canal 6
- Harrisburg - WHTM-TV, canal 27
- Johnstown - WWCP-DT2, canal 8.2 (simulcast da WATM-TV)
- Pittsburgh - WTAE-TV, canal 4
- Scranton - WNEP-TV, canal 16

### Rhode Island
- Não há emissoras da ABC neste Estado, que é coberto pela WLNE-TV de New Bedford, Massachusetts.

### Tennessee
- Chattanooga - WTVC, canal 9
- Jackson - WBBJ-TV, canal 7
- Johnson City (Tri-Cities) - WJHL-DT2, canal 11.2
- Knoxville - WATE-TV, canal 6
- Memphis - WATN-TV, canal 24
- Nashville - WKRN-TV, canal 2

### Texas
- Abilene (Sweetwater) - KTXS-TV, canal 12
- Amarillo - KVII-TV, canal 7
- Austin - KVUE, canal 24
- Beaumont - KBMT, canal 12
- Bryan - KRHD-CD, canal 40 (retransmissora da KXXV)
- Corpus Christi - KIII, canal 3
- Dallas - WFAA, canal 8
- El Paso - KVIA-TV, canal 7
- Houston - KTRK-TV, canal 13
- Laredo - KGNS-DT2, canal 8.2
- Lubbock - KAMC, canal 28
- Lufkin - KTRE-TV, canal 9 (semirretransmissora da KLTV)
- Midland - KMID, canal 2
- San Angelo – KTXE-LP, canal 38 (repetidora da KTXS-TV)
- San Antonio - KSAT-TV, canal 12
- Tyler - KLTV, canal 7
- Victoria - KAVU-TV, canal 25
- Waco - KXXV, canal 25
- Weslaco - KRGV-TV, canal 5

### Utah
- Salt Lake City - KTVX, canal 4

### Vermont
- Burlington (Montpelier) - WVNY, canal 22

### Virgínia
- Charlottesville - WVAW-LP, canal 16
- Hampton (Hampton Roads) - WVEC, canal 13
- Harrisonburg - WHSV-TV, canal 3
- Lynchburg - WSET-TV, canal 13
- Petersburg (Richmond) - WRIC-TV, canal 8

### Virgínia Ocidental
- Charleston (Huntington) - WCHS-TV, canal 8
- Clarksburg (Fairmont) - WBOY-DT, canal 12,2
- Oak Hill (Beckley-Bluefield) - WOAY-TV, canal 50
- Wheeling - WTRF-DT3, canal 7,3

### Washington
- Kennewick (Pasco/Richland) - KVEW, canal 42 (semirretransmissora da KAPP)
- Seattle - KOMO-TV, canal 4
- Spokane - KXLY-TV, canal 4
- Yakima - KAPP, canal 35

### Wisconsin
- Crandon - WMOW-DT2, canal 4.2 (simulcast da WAOW)
- Eagle River (Rhinelander) - WYOW-TV, canal 34 (retransmissora da WAOW)
- Eau Claire - WQOW, canal 18
- Green Bay - WBAY-TV, canal 2
- La Crosse - WXOW, canal 19
- Madison - WKOW, canal 27
- Milwaukee - WISN-TV, canal 12
- Wausau - WAOW, canal 9

### Wyoming
- Casper - KTWO-TV, canal 2
- Cheyenne - KKTQ-LD, canal 16 (repetidora da KTWO-TV)

## Fora dos Estados Unidos

### Antilhas Holandesas
- Saba - PJF-1, canal 11

### Bermudas
- Hamilton - ZFB-TV, canal 7

### Guam
- Hagåtña - KTGM, canal 14

### Ilhas Marianas
- Saipan - KPPC-LP, canal 7 (repetidora da KTGM de Hagåtña, Guam)

### Ilhas Virgens Americanas
- Saint Croix - WSVI, canal 8

### Porto Rico
- Mayagüez - WORA-DT2, canal 5.2
- San Lorenzo - W29EE-D, canal 5.2 (repetidora da WORA-DT2)
- Carolina - WRFB, canal 51.1

## Nota de rodapé
1. ↑  O segundo subcanal digital da WGXA substitui a WPGA-TV, que renunciou voluntariamente a sua afiliação da ABC e tornou-se uma emissora independente em 1 de janeiro de 2010. ( Arquivado em 13 de fevereiro de  2010, no Wayback Machine.)

## Ligação externa
- Lista de afiliadas da ABC